# 托爾島
托爾島是西太平洋島國密克羅尼西亞聯邦的島嶼，屬於加羅林群島的一部分，長4.9公里、寬3.7公里，面積10.3平方公里，最高點海拔高度439米，2008年人口5,495。
7°20′35″N 151°37′12″E / 7.34306°N 151.62°E